# St. Peter und Paul (Aschheim)

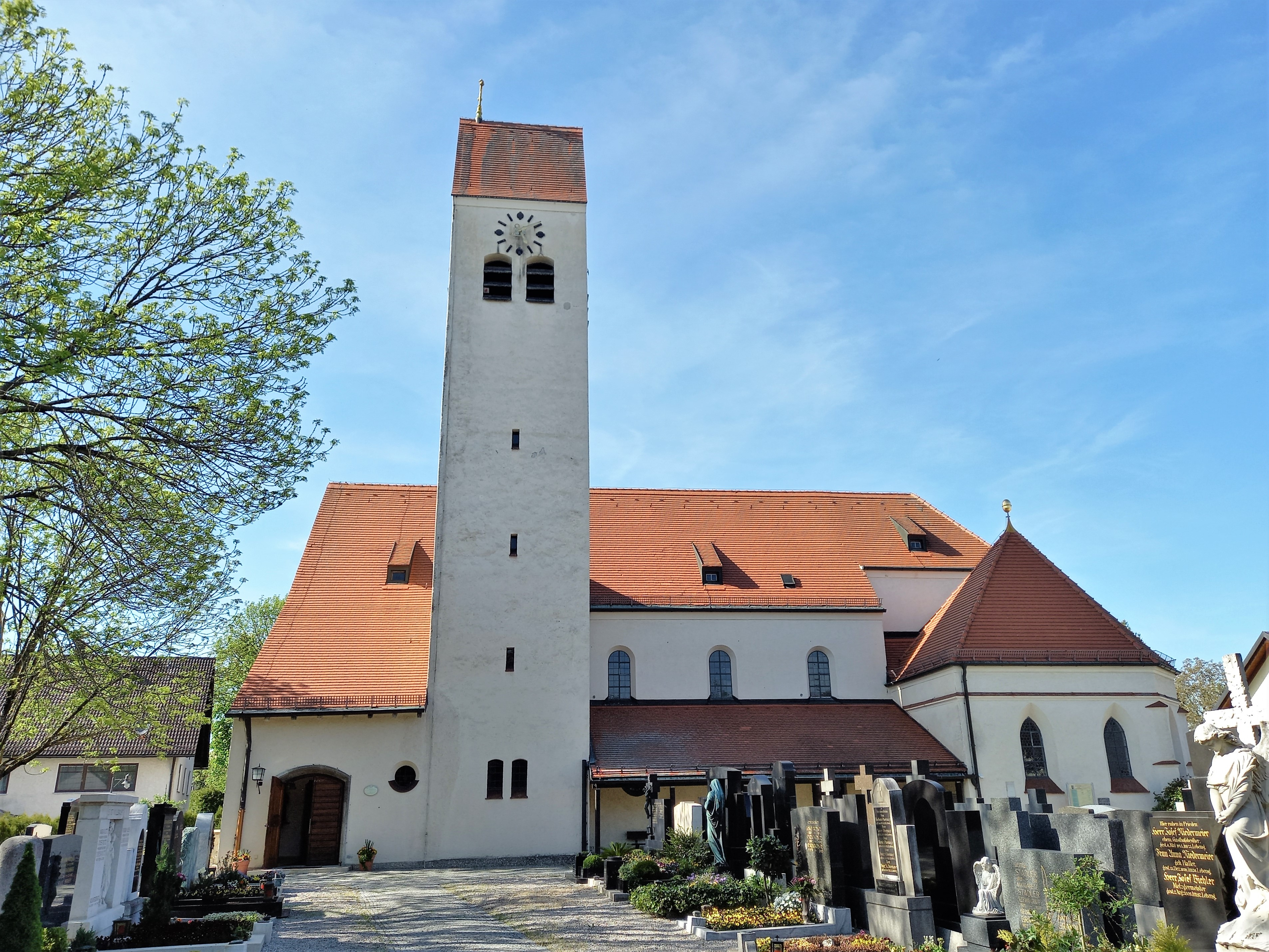
St. Peter und Paul in Aschheim

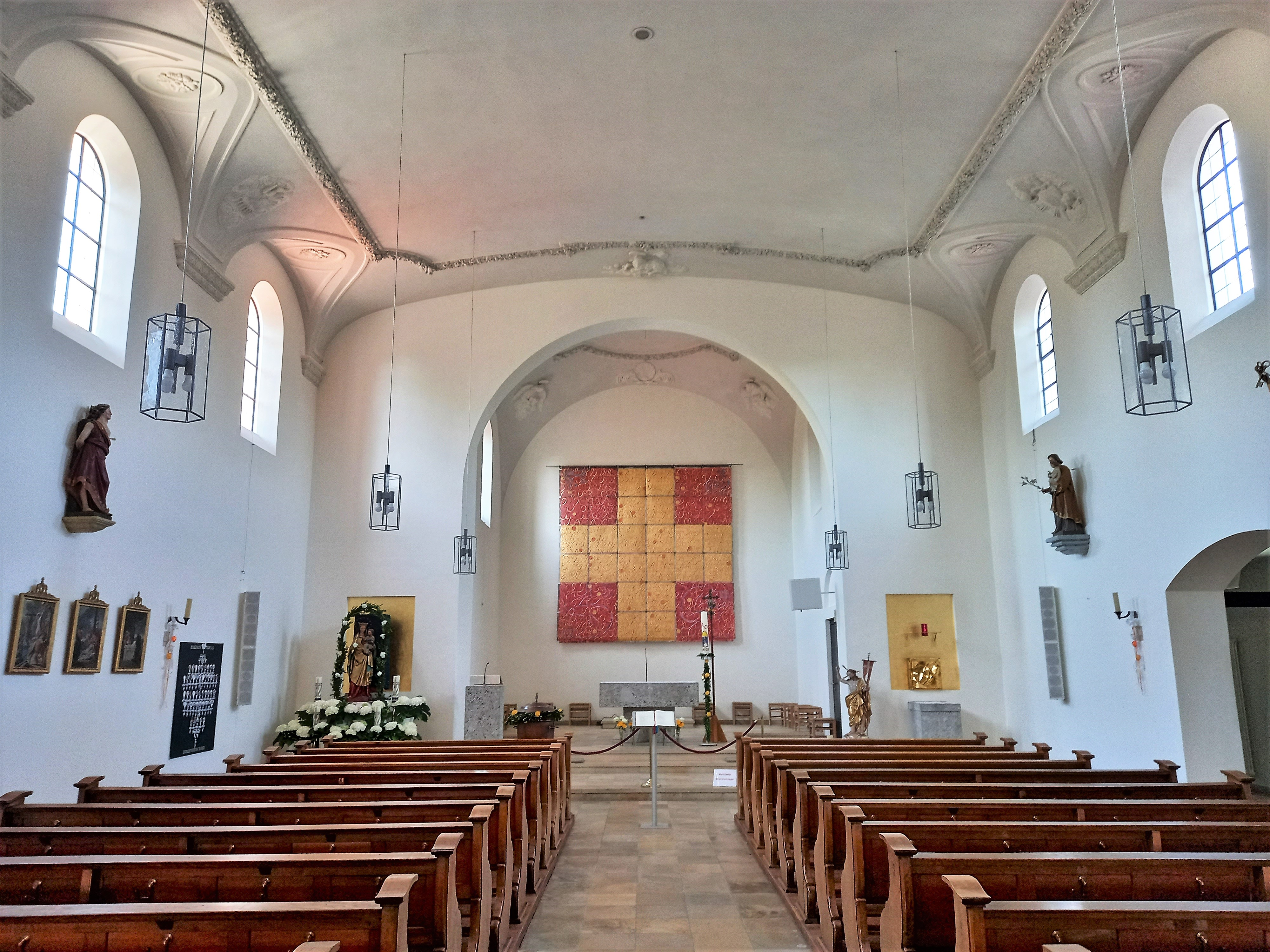

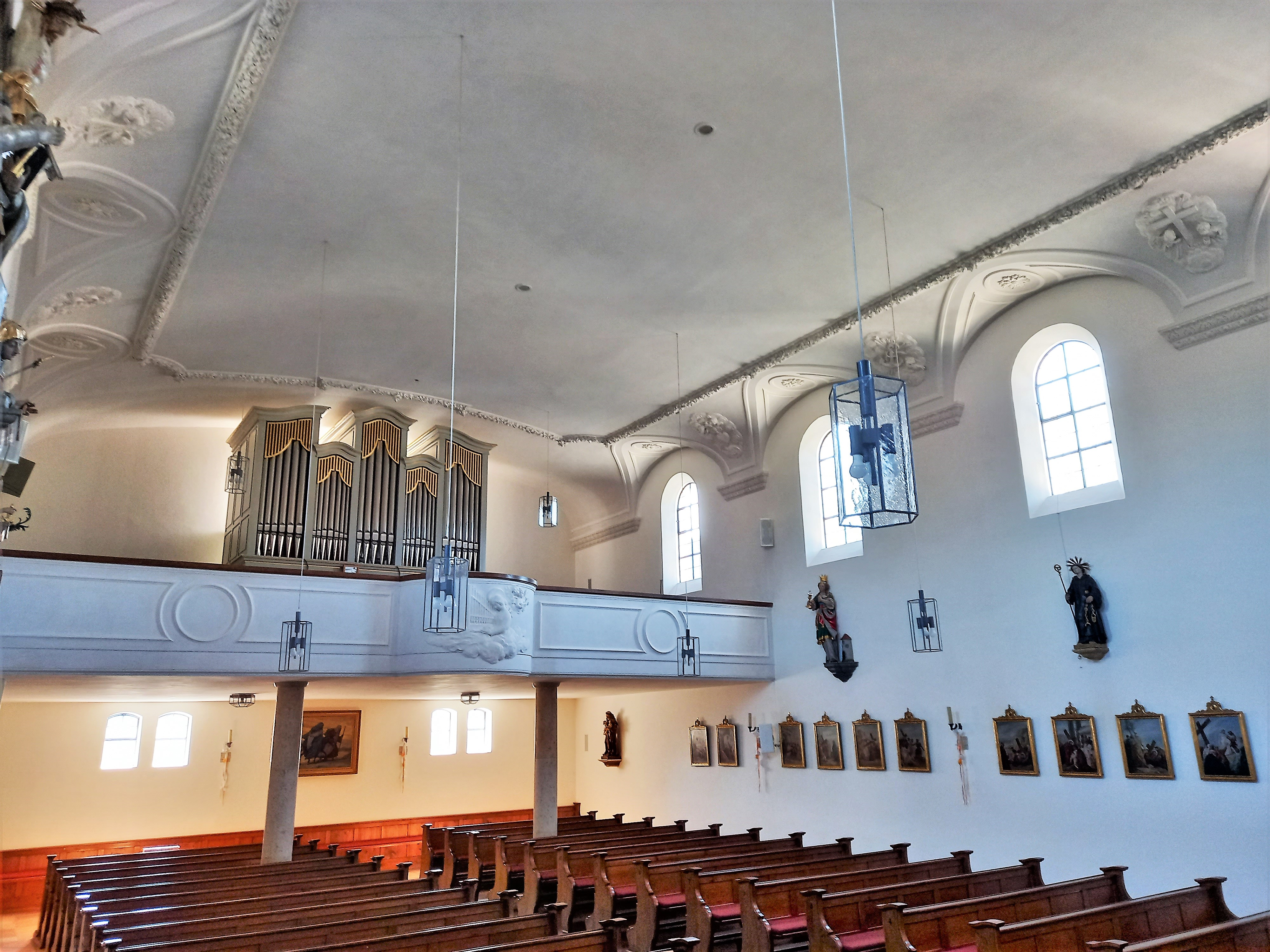

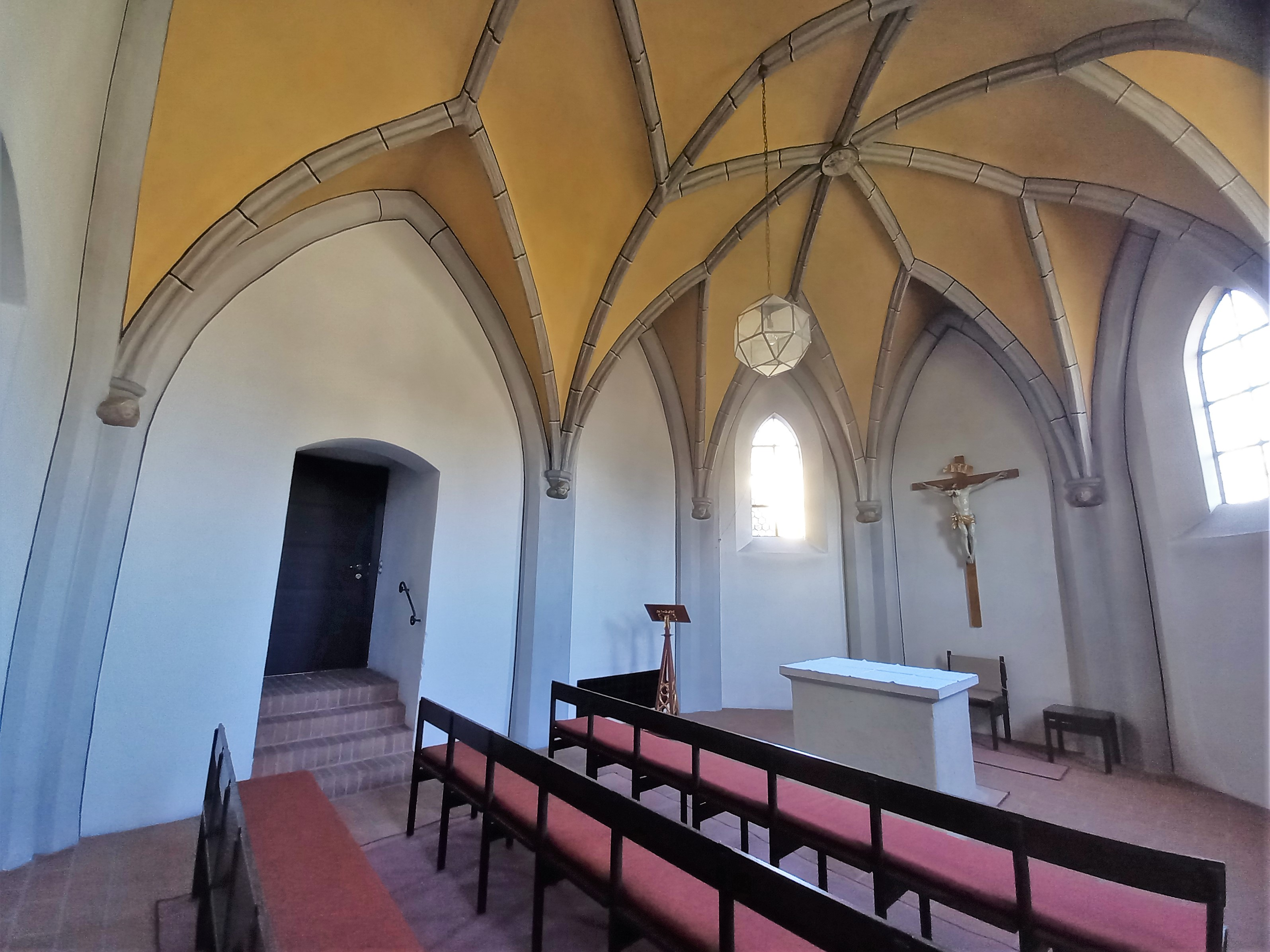
Ehemaliger Chorraum der alten gotischen Kirche (heute Werktagskapelle)

Sankt Peter und Paul ist ein Kirchengebäude der römisch-katholischen Kirche in Aschheim, einer oberbayerischen Gemeinde im Landkreis München. Die den Aposteln Petrus und Paulus geweihte Kirche dient der katholischen Pfarrgemeinde St. Peter und Paul im Dekanat München-Trudering als Pfarrkirche, während St. Margareta im Aschheimer Ortsteil Dornach als Filialkirche dient. St. Peter und Paul ist Sitz des Pfarrverbands Aschheim–Feldkirchen. Das Bauwerk ist als Baudenkmal in die Bayerische Denkmalliste eingetragen.

## Lage
Die Kirche liegt in der Ortsmitte von Aschheim am Kirchweg nordwestlich der Kreuzung der Hauptdurchgangsstraßen: der in West-Ost-Richtung verlaufenden Münchner und Erdinger Straße und der in Nord-Süd-Richtung verlaufenden Ismaninger und Feldkirchner Straße. Ihre Orientierung weicht von der idealen Ostung um etwa 15 Grad nach Norden ab. Zwischen der Kirche und der Münchner Straße liegt ein kleiner Friedhof.

## Geschichte
An der Stelle der heutigen Kirche ist schon im 7. Jahrhundert eine Holzkirche nachgewiesen. Diese wurde um 700 durch einen Steinbau ersetzt. Weitere Neubauten erfolgten im frühen 9. Jahrhundert, um 1000 und um 1200. Etwa 1480/90 entstand der Vorgängerbau der heutigen Kirche, ein Bau im Stil der Spätgotik mit Westturm und polygonalem Chor. Dieser wurde im 17./18. Jahrhundert barockisiert und im 19. Jahrhundert im Stil der Neoromanik umgestaltet.
Die spätgotische Kirche wurde 1935 mit Ausnahme des Chors abgerissen. 1936/37 wurde der jetzige Bau nach Plänen der Architekten Hans Neumaier und Georg Berlinger erbaut. Dabei wurde der spätgotische Polygonalchor des Vorgängerbaues einbezogen. Er kam südlich des Altarraums zu liegen und diente zunächst als Sakristei. Ab 1987 wurde die Kirche restauriert. Dabei wurde nördlich des Altarraums ein eigenes Sakristeigebäude angebaut und der spätgotische Chor als Werktagskapelle eingerichtet.
Im Turm hängt ein vierstimmiges Bronzegeläute mit Schlagtonfolge d1 - g1 - a1 - h1.

## Architektur
Im Inneren ist die Kirche im Wesentlichen ein einschiffiger Saalbau mit einem stark abgeflachten Stichkappengewölbe. Auf der Südseite schließt sich ein niedriges Seitenschiff an. Der etwas schmalere Chorraum schließt im Osten mit einer geraden Wand ab und wird von einer Hängekuppel überdeckt.

## Orgel

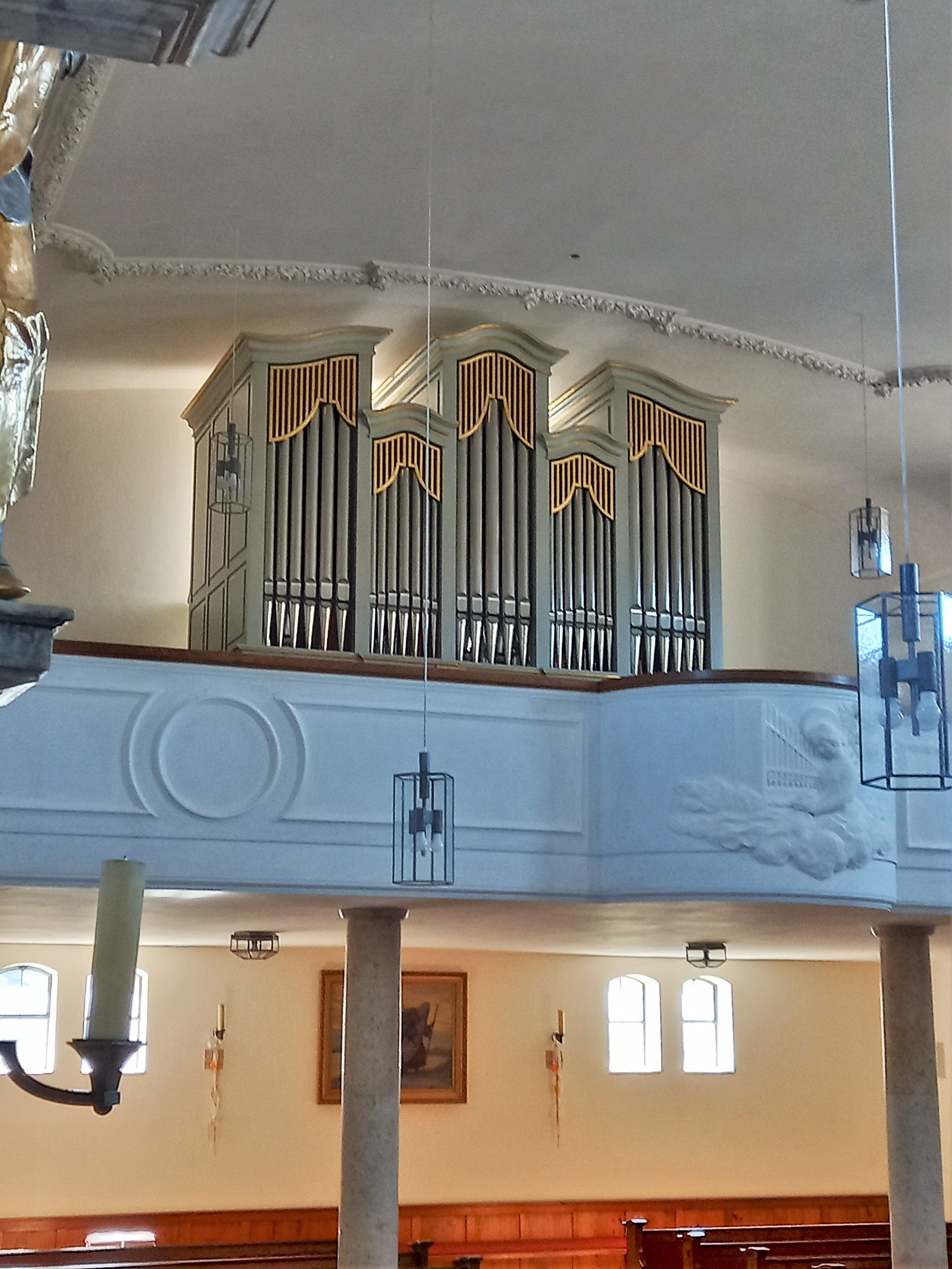
Beckerath-Orgel

Die heutige Orgel wurde 1988 durch die Firma Rudolf von Beckerath aus Hamburg errichtet und ersetzt ein pneumatisches Instrument der Firma Schuster & Schmid aus dem Jahr 1937. Das Instrument besitzt 15 Register auf zwei Manualen und Pedal sowie vollmechanische Schleifladen. Die Disposition ist wie folgt:
| I Hauptwerk C–g3 |                |    |
| 1.               | Principal      | 8′ |
| 2.               | Rohrflöte      | 8′ |
| 3.               | Oktave         | 4′ |
| 4.               | Flöte          | 2′ |
| 5.               | Sesquialter II |    |
| 6.               | Mixtur III-IV  |    |

| II Schwellpositiv C–g3 |             |       |
| 7.                     | Holzgedackt | 8′    |
| 8.                     | Koppelflöte | 4′    |
| 9.                     | Principal   | 2′    |
| 10.                    | Quinte      | 1 ⁄3′ |
| 11.                    | Cromorne    | 8′    |
|                        | Tremulant   |       |

| Pedal C–f1 |           |     |
| 12.        | Subbaß    | 16′ |
| 13.        | Oktavbaß  | 8′  |
| 14.        | Choralbaß | 4′  |
| 15.        | Fagott    | 16′ |

- Koppeln: II/I, I/P, II/P